# Ministerio de Vivienda y Ordenamiento Territorial (Panamá)
El Ministerio de Vivienda y Ordenamiento Territorial de Panamá (MIVIOT) es un Ministerio de la República de Panamá que forma parte del Órgano Ejecutivo. Esta institución se encarga de ser la promotora y facilitadora de la política nacional de vivienda y ordenamiento territorial de Panamá. Este ministerio tiene sus antecedentes en el antiguo Ministerio de Vivienda de Panamá que había sido creado en 1973 para garantizar de manera razonable una especie de política general de viviendas.